# Видлицкое сельское поселение
Ви́длицкое сельское поселение — муниципальное образование в составе Олонецкого национального района Республики Карелия Российской Федерации.
Административный центр — село Видлица.

## Географическое положение
Находится на в западной части Олонецкого района. По территории поселения протекает река Видлица. Западная граница поселения омывается Ладожским озером.
По территории поселения проходит железная дорога.

## Население
| 2009  | 2010  | 2012  | 2013  | 2014  | 2015  | 2016  |
| ----- | ----- | ----- | ----- | ----- | ----- | ----- |
| 2841  | ↘2553 | ↘2479 | ↘2402 | ↘2380 | ↘2319 | ↘2269 |
| 2017  | 2018  | 2019  | 2020  | 2021  | 2023  |       |
| ↘2223 | ↘2214 | ↘2149 | ↘2099 | ↗2135 | ↘2110 |       |

## Населённые пункты
В сельское поселение входят 5 населённых пунктов:
| № | Населённый пункт | Тип населённого пункта       | Население |
| - | ---------------- | ---------------------------- | --------- |
| 1 | Большие Горы     | деревня                      | ↘49       |
| 2 | Верхняя Видлица  | деревня                      | ↘69       |
| 3 | Видлица          | село, административный центр | ↘1632     |
| 4 | Гавриловка       | деревня                      | ↘68       |
| 5 | Устье Видлицы    | деревня                      | ↘584      |